# The Shadow Effect
The Shadow Effect és una pel·lícula de thriller d'acció estatunidenca del 2017 dirigida per Obin Olson i Amariah Olson, protagonitzada per Cam Gigandet, Jonathan Rhys Meyers i Michael Biehn. La pel·lícula va ser estrenada per Momentum Pictures a la carta, Digital HD i DVD el 2 de maig de 2017. La pel·lícula es va rodar a Atlanta. S'ha doblat i subtitulat al català.

## Repartiment
- Cam Gigandet
- Jonathan Rhys-Meyers
- Brit Shaw
- Michael Biehn